# 周晓虹
周晓虹（1957年—），男，浙江杭州人，中国社会学家，现为南京大学社会学院院长。

## 生平
1977年考入南京医学院医学系，获学士学位。之后获南开大学社会学系硕士学位和南京大学历史学系博士学位。